# Stephen Benson

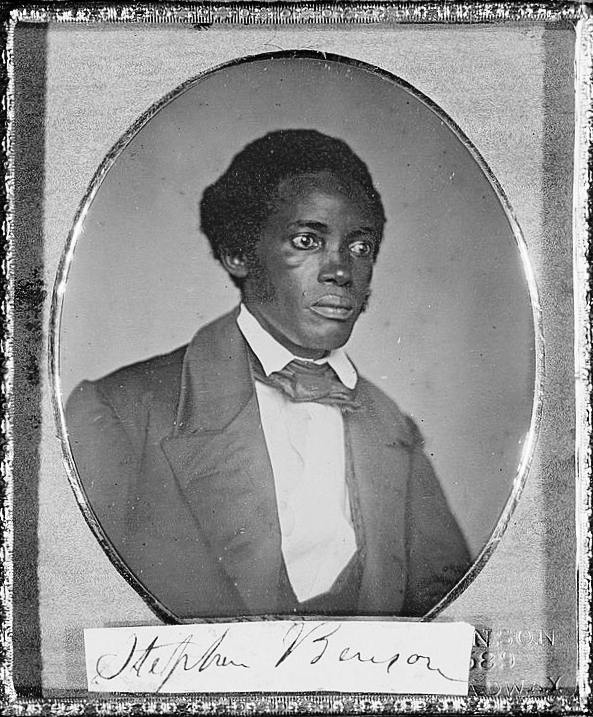
Stephen Allen Benson

Stephen Allen Benson, född 21 maj 1816 i Cambridge, Maryland, USA, död 1865 i Liberia, var Liberias president 7 januari 1856-4 januari 1864. Hans föräldrar var frigivna slavar från Maryland. Familjen flyttade 1822 till det nyligen grundade Liberia. Innan han blev president hade han varit affärsman, domare, metodistpastor och vicepresident åt president Joseph Jenkins Roberts, landets förste president. Han talade även flera av landets inhemska språk. Under sin tid som president fick Stephen Benson ta emot USA:s erkännande av Liberia som en självständig stat.
Efter att ha avslutat sin mandatperiod levde han ett tillbakadraget liv på sin kaffeplantage fram till sin död och höll sig borta från politiken.
Staden Bensonville, belägen nordost om huvudstaden Monrovia, är döpt efter Stephen Benson och är administrativ huvudort för regionen Montserrado.